# Paracollyria pulchripennis
Paracollyria pulchripennis är en stekelart som beskrevs av Cameron 1906. Paracollyria pulchripennis ingår i släktet Paracollyria och familjen brokparasitsteklar. Inga underarter finns listade i Catalogue of Life.